# Боскамп (Оверейсел)
Боскамп (нід. Boskamp) — село в нідерландській провінції Оверейсел. Входить до муніципалітету Олст-Веє.
Його площа становить 4,80 км², а населення станом на 2021 рік складало 1 180 осіб.
Перша згадка про населений пункт датується 1665 роком.

## Галерея

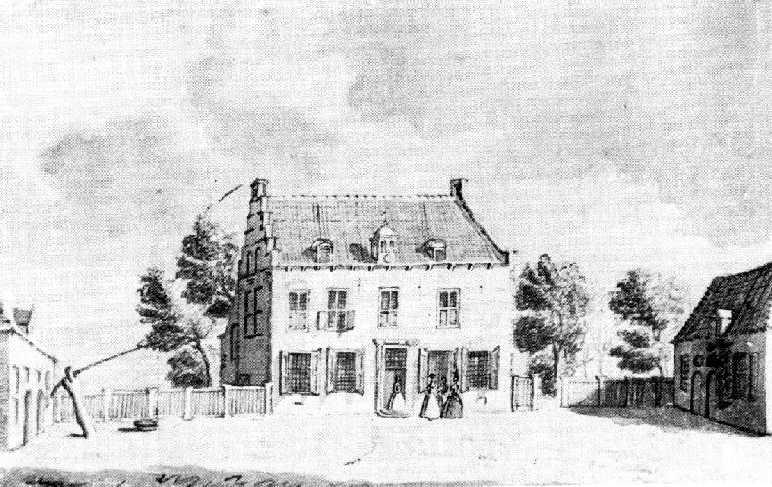
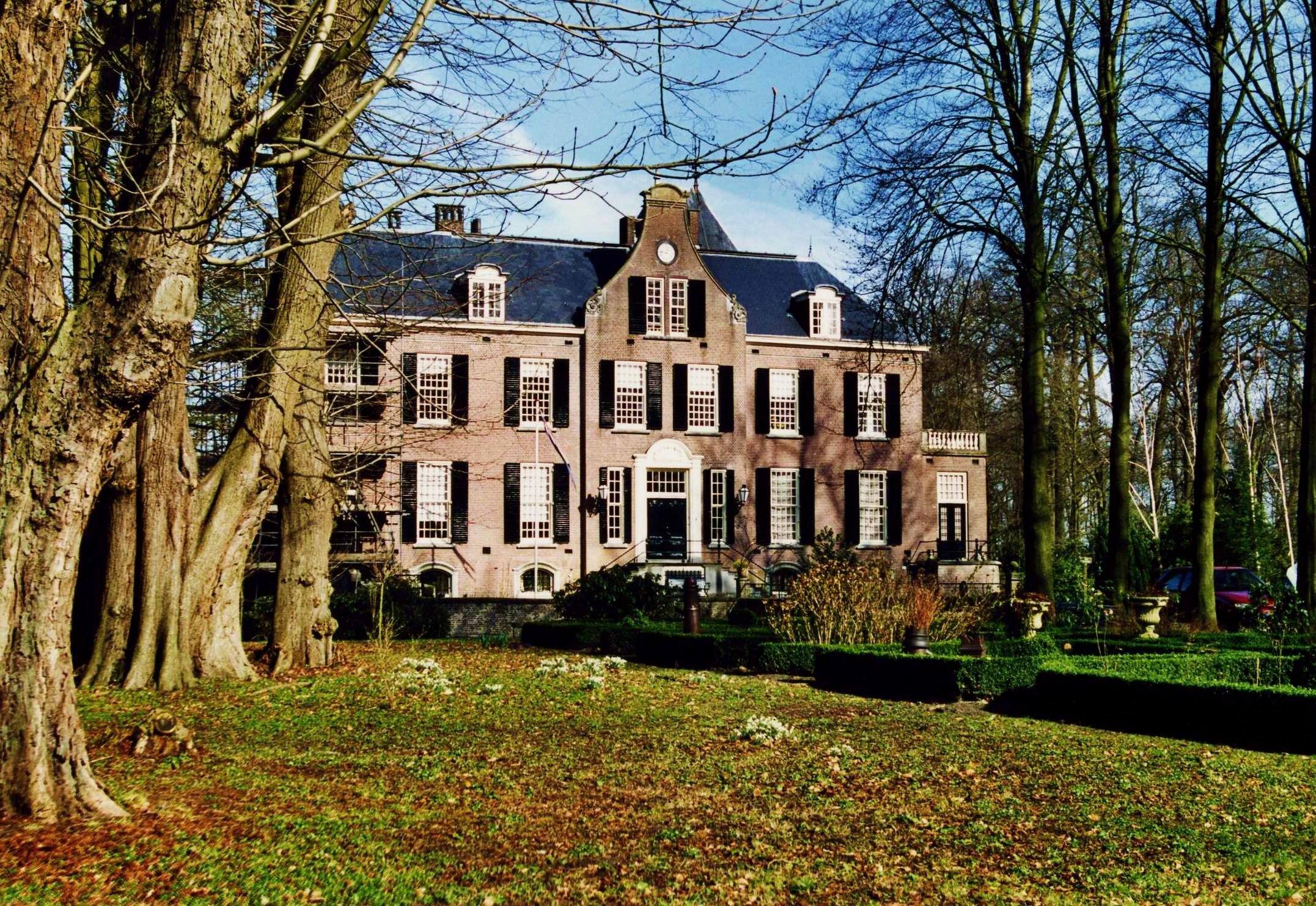
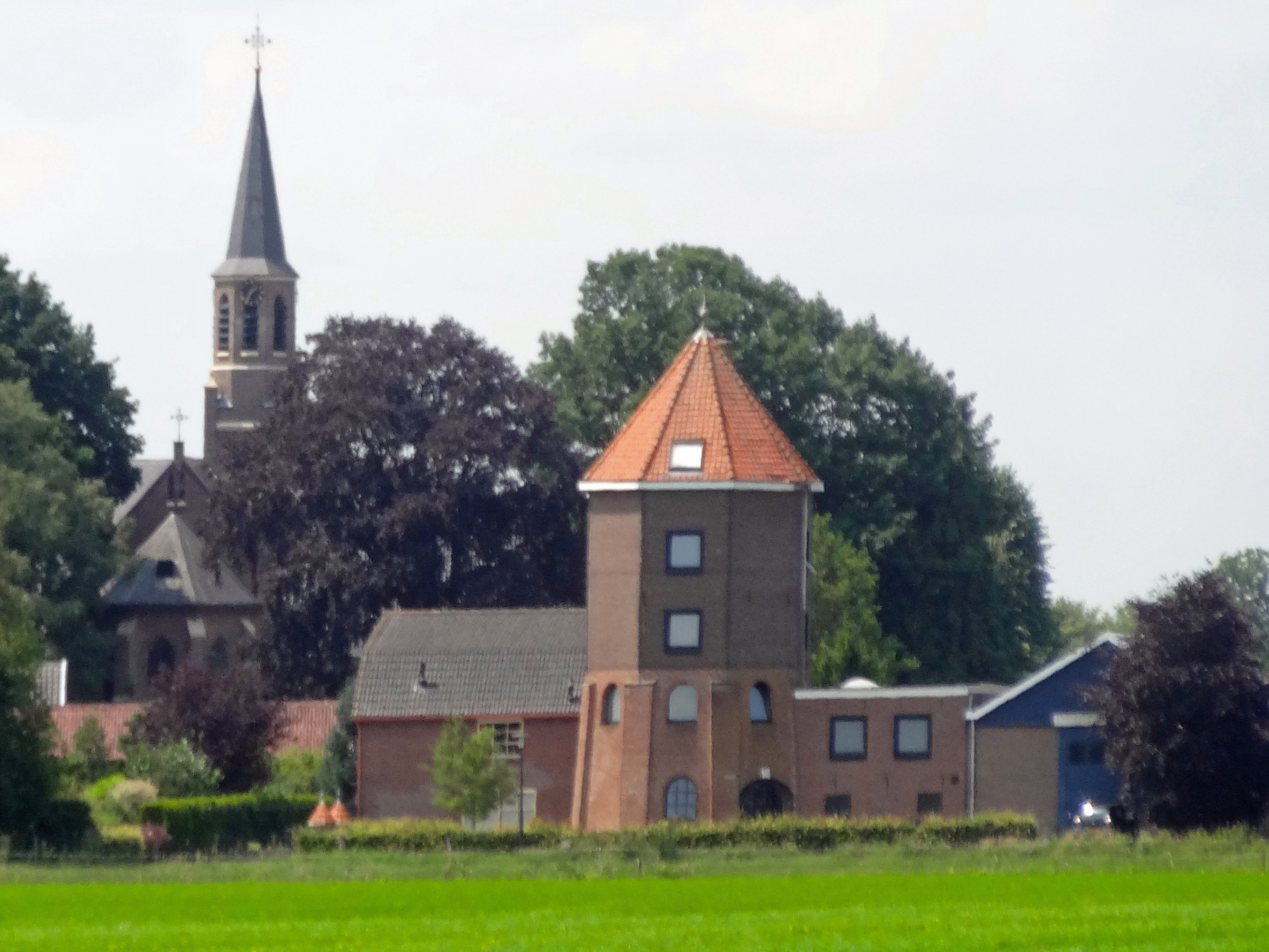
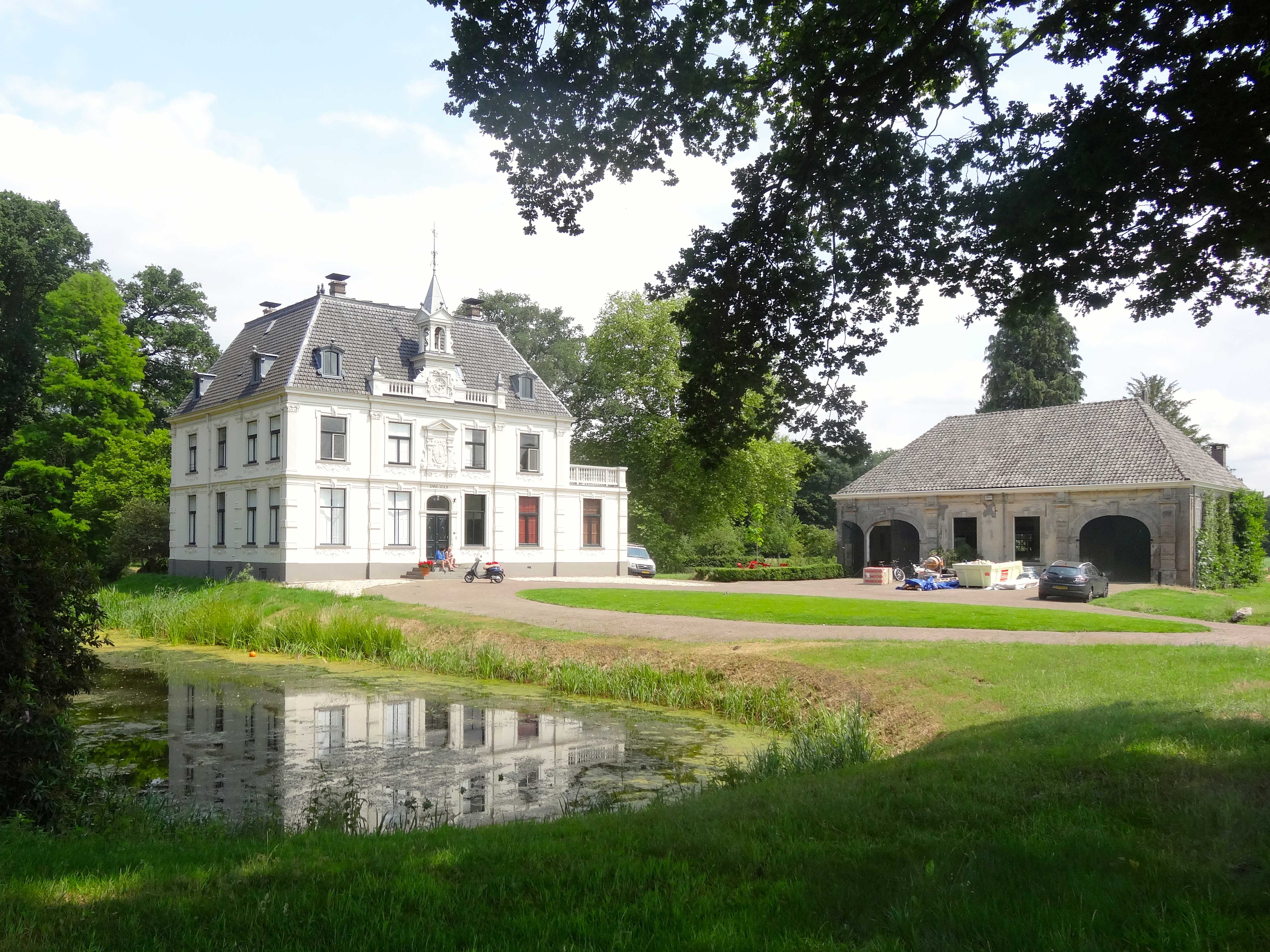